# Ruth Roman
Ruth Roman, nata Norma Roman (Lynn, 22 dicembre 1922 – Laguna Beach, 9 settembre 1999), è stata un'attrice statunitense.

## Biografia
Da giovane perseguì il suo desiderio di diventare attrice frequentando a Boston la prestigiosa Bishop Lee Dramatic School. Terminati gli studi andò a Hollywood ove ottenne piccole parti in vari film prima di essere inserita come protagonista nel cast del tredicesimo episodio del serial: La regina della giungla (Jungle Queen, 1945).

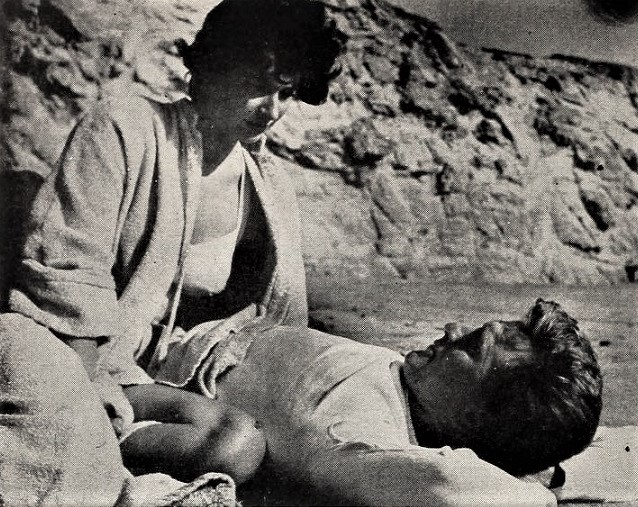
Con Kirk Douglas ne Il grande campione (1949)

Nel 1949 ebbe un ruolo importante nel film Il grande campione, accanto a Kirk Douglas. Nel film Tre segreti (1950) l'attrice interpretò il ruolo di una madre impazzita nell'attesa di apprendere se il figlio è sopravvissuto o meno ad un disastro aereo. All'inizio degli anni cinquanta apparve sul piccolo schermo nel serial televisivo La regina della giungla. Nel 1951 ebbe la parte di protagonista femminile, accanto a Farley Granger e Robert Walker, nel film L'altro uomo di Alfred Hitchcock, che ebbe un notevole successo di pubblico.

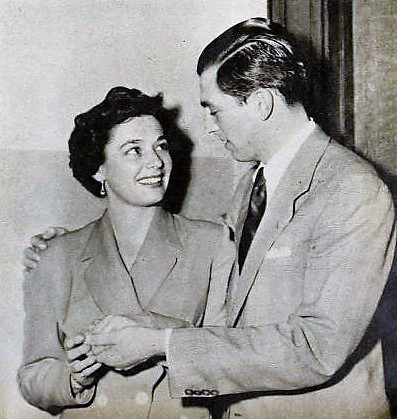
Con Mortimer Hall nel 1951

Sposatasi tre volte, ebbe un solo figlio dal primo marito, Mortimer Hall. Nel luglio 1956 l'attrice e suo figlio, allora di quattro anni d'età, erano a bordo come passeggeri del transatlantico italiano Andrea Doria quando questo fu speronato dal mercantile svedese Stockholm che ne causò l'affondamento. Separati l'uno dall'altra al momento della collisione, la Roman dovette attendere su un molo del porto di New York, che il figlio fosse sbarcato sano e salvo da una nave di soccorso.

## Il teatro e la televisione
Come attrice teatrale vinse nel 1959 il Sarah Siddons Award per le sue rappresentazioni presso il Chicago Theatre. Sebbene non abbia mai raggiunto nei suoi film il successo che molti le avevano pronosticato agli inizi della sua carriera, Ruth Roman lavorò regolarmente nel cinema fino a tutti gli anni sessanta, dopo i quali iniziò a comparire sugli schermi televisivi in riviste e film, compreso il ruolo ricorrente nella serie La lunga estate calda (The Long Hot Summer, 1965-1966) e per la stagione 1986 in Knots Landing e La signora in giallo
Ruth Roman fu onorata come una diva per il suo contributo allo spettacolo televisivo nel Hollywood Walk of Fame. L'attrice morì nel sonno il 9 settembre 1999, all'età di 76 anni, per cause naturali, nella sua villa sulla spiaggia a Crescent Bay (Laguna Beach).

## Filmografia parziale

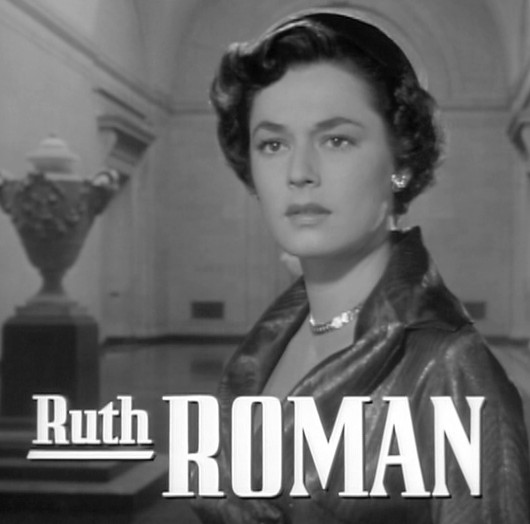
Ruth Roman ne L'altro uomo (1951)

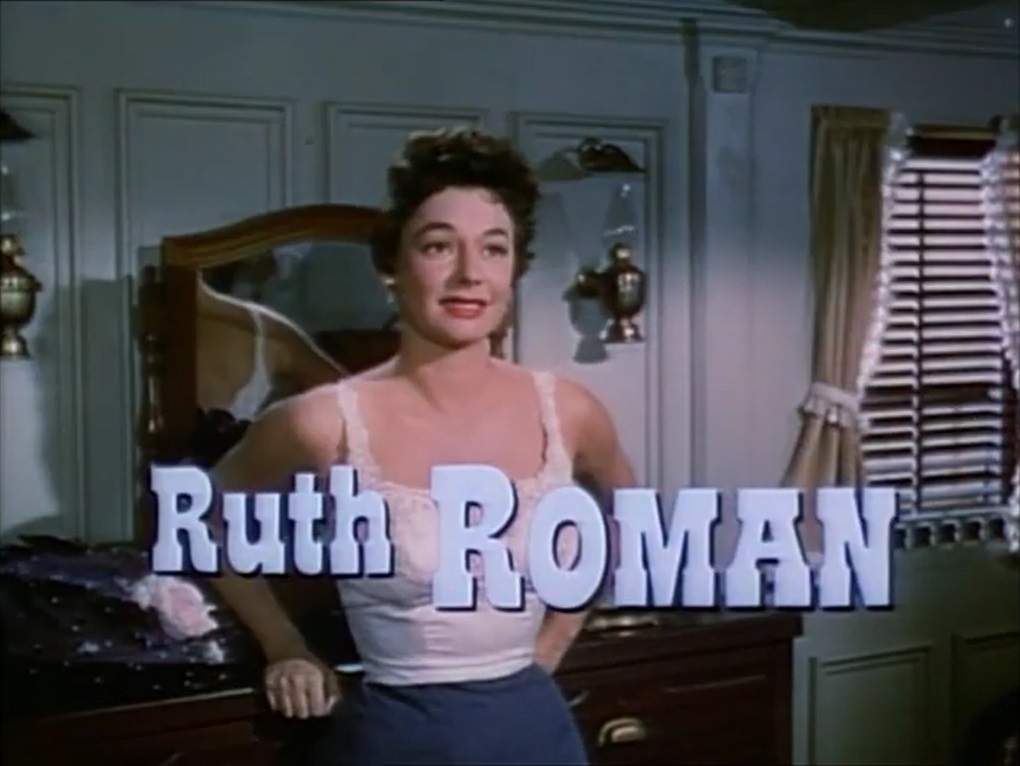
Ruth Roman in Terra lontana (1954)

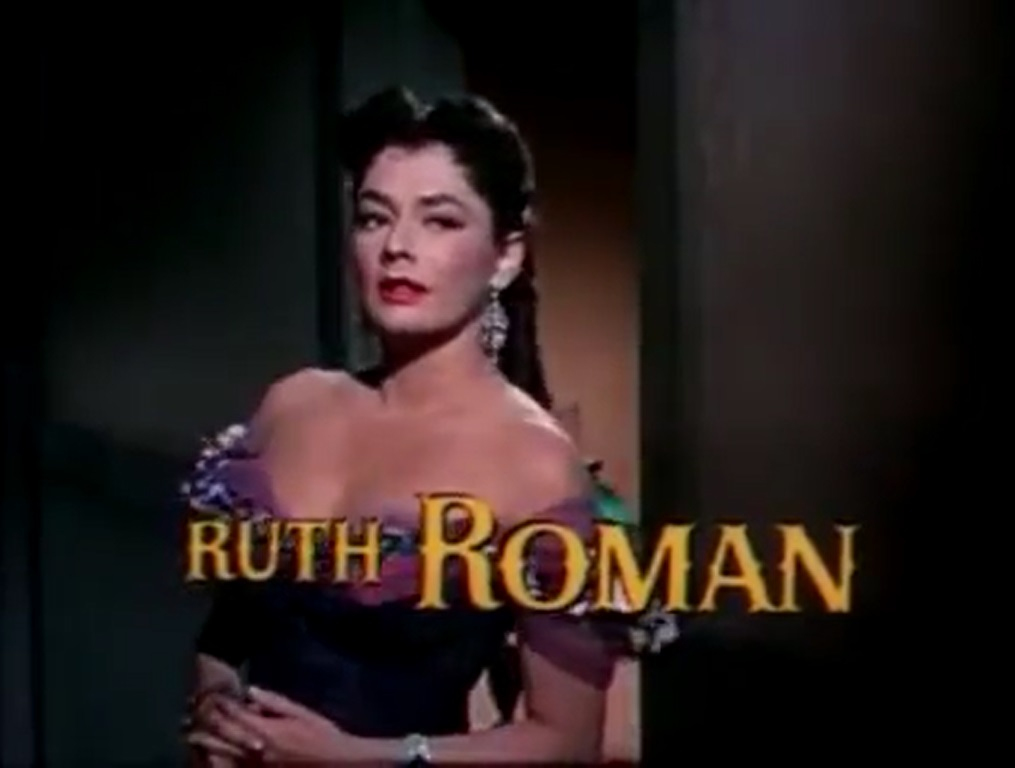
Ruth Roman ne L'alba del gran giorno (1956)

### Cinema
- Jungle Queen, regia di Lewis D. Collins e Ray Taylor (1945)
- Il buon samaritano (Good Sam), regia di Leo McCarey (1948)
- Pistole puntate (The Belle Starr's Daughter), regia di Lesley Selander (1948)
- La finestra socchiusa (The Window), regia di Ted Tetzlaff (1949)
- Peccato (Beyond the Forest), regia di King Vidor (1949)
- Il grande campione (Champion), regia di Mark Robson (1949)
- Always Leave Them Laughing, regia di Roy Del Ruth (1949)
- Schiavi della paura (Barricade), regia di Peter Godfrey (1950)
- Il colonnello Hollister (Dallas), regia di Stuart Heisler (1950)
- Tre segreti (Three Secrets), regia di Robert Wise (1950)
- Colt .45, regia di Edwin L. Marin (1950)
- Gli uomini perdonano (Tomorrow Is Another Day), regia di Felix E. Feist (1951)
- L'altro uomo (Strangers on a Train), regia di Alfred Hitchcock (1951)
- L'odio colpisce due volte (Lightning Strikes Twice), regia di King Vidor (1951)
- La croce di diamanti (Mara Maru), regia di Gordon Douglas (1952)
- Perfido invito (Invitation), regia di Gottfried Reinhardt (1952)
- Avvocato di me stesso (Young Man with Ideas), regia di Mitchell Leisen (1952)
- Ballata selvaggia (Blowing Wild), regia di Hugo Fregonese (1953)
- Tanganica (Tanganyka), regia di André De Toth (1954)
- Terrore a Shanghai (The Shanghai Story), regia di Frank Lloyd (1954)
- Squadra investigativa (Down Three Dark Streets), regia di Arnold Laven (1954)
- Terra lontana (The Far Country), regia di Anthony Mann (1954)
- La legione dell'inferno (Joe MacBeth), regia di Ken Hughes (1955)
- L'alba del gran giorno (Great Day in the Morning), regia di Jacques Tourneur (1956)
- Il fondo della bottiglia (The Bottom of the Bottle), regia di Henry Hathaway (1956)
- Il ribelle torna in città (Rebel in Town), regia di Alfred L. Werker (1956)
- Cortina di spie (5 Steps to Danger), regia di Henry S. Kesler (1957)
- Vittoria amara (Amère victoire, UK: Bitter Victory), regia di Nicholas Ray (1957)
- La peccatrice del deserto, regia di Steve Sekely e Gianni Vernuccio (1959)
- Finestre sul peccato (Look in Any Window), regia di William Alland (1961)
- Strani amori (Love Has Many Faces), regia di Alexander Singer (1965)
- Baby (The Baby), regia di Ted Post (1972)
- La condanna del West (A Knife for the Ladies), regia di Larry G. Spangler (1974)
- Future animals (Day of the Animals), regia di William Girdler (1977)

### Televisione
- General Electric Theater – serie TV, episodi 3x30-8x23 (1955-1960)
- Climax! – serie TV, episodio 2x26 (1956)
- Celebrity Playhouse – serie TV, episodio 1x30 (1956)
- Bonanza – serie TV, episodio 1x10 (1959)
- Bus Stop – serie TV, episodio 1x18 (1962)
- The Greatest Show on Earth – serie TV, episodio 1x02 (1963)
- L'ora di Hitchcock (The Alfred Hitchcock Hour) – serie TV, episodio 1x16 (1963)
- La legge di Burke (Burke's Law) – serie TV, episodio 1x04 (1963)
- Agenzia U.N.C.L.E. (The Girl from U.N.C.L.E.) – serie TV, episodio 1x22 (1967)
- Tarzan – serie TV, episodio 1x29 (1967)
- Sui sentieri del West (The Outcasts) – serie TV, episodio 1x22 (1969)
- Gunsmoke – serie TV, episodi 15x03-17x03-17x04 (1969-1971)
- L'uomo che gridava al lupo (The Old Man Who Cried Wolf), regia di Walter Grauman – film TV (1970)
- Il virginiano (The Virginian) – serie TV, episodio 9x18 (1971)
- La signora in giallo (Murder, She Wrote) – serie TV, episodi 4x07-5x17-6x11 (1987-1989)

## Doppiatrici italiane
- Rosetta Calavetta in: La croce dei diamanti, Tre segreti, Colt .45, Perfido invito, Peccato, Cortina di spie, Ballata selvaggia, L'odio colpisce due volte
- Lydia Simoneschi in: Squadra investigativa, Terrore a Shanghai, Terra lontana, Il fondo della bottiglia, L'alba del gran giorno, Vittoria amara, Strani amori
- Dhia Cristiani in: L'altro uomo (riedizione fine anni '50), Avvocato di me stesso, Il grande campione
- Clelia Bernacchi in: Il buon samaritano
- Andreina Pagnani in: Tanganika
- Vittoria Febbi in: Origine di una perversione
- Alina Moradei in: Pepper Anderson agente speciale
- Anna Teresa Eugeni in: La signora in giallo (ep. 4.7)
- Marzia Ubaldi in: La signora in giallo (ep. 5.17, 6.11)
- Patrizia Burul in: Terra lontana (ridoppiaggio DVD Universal)